# Network Security Services
En computación, Network Security Services (NSS, literalmente Servicios de Seguridad de la Red) comprende un conjunto de bibliotecas diseñadas para facilitar el desarrollo en diferentes plataformas de aplicaciones seguras en lo que refiere a conexiones cliente-servidor cliente, incluyendo soporte opcional para hardware TLS/SSL aceleración en el lado de servidor y tarjetas inteligentesen el lado de cliente. NSS proporciona una completa implementación de código fuente abierto de bibliotecas criptográficas que sirven para Secure Sockets Layer (TLS) / Capa de Casquetes Seguros (SSL) y S/MIME. Anteriormente tri-autorizado bajo el Mozilla Licencia Pública 1.1, el GNU Licencia Pública General, y el GNU Licencia Pública General Menor, NSS upgraded a GPL-compatible MPL 2.0 con liberación 3.14.

## Historia
NSS se originó de las bibliotecas desarrolladas cuando Netscape inventó el protocolo de seguridad SSL.

## Certutil
Certutil es un programa de gestión de certificados que es parte de la suite NSS de Mozilla.
Chrome guarda los certificados bajo la ruta ~/.pki/nssdb/ en varios ficheros que suelen ser bases de datos SQLite3. Uno de los cometidos de certutil es mostrar los certificados que existen en esa base de datos.